# Departamento Magallanes
Magallanes es un departamento de la provincia de Santa Cruz, Argentina. Limita al norte con el departamento Deseado, al oeste con el de Río Chico, al sur con el de Corpen Aike, y al este con el océano Atlántico.
Su nombre proviene del explorador epónimo, primer europeo en arribar al actual territorio argentino, cuando en 1520 desembarcó en la bahía San Julián, ubicada en el departamento. Su localidad cabecera es Puerto San Julián.

## Demografía
Según los resultados provisionales del Censo Nacional de Población, Hogares y Viviendas 2010, la población del departamento alcanzó los 8.933 habitantes, conformado por 4.712 varones y 4.221 mujeres, resultando un índice de masculinidad de 111,6.
El censo 2022 informó una población de 12.911 habitantes con un ritmo similar de crecimiento poblacional respecto del censo anterior. Además, se registraron 6434 mujeres y 6477 hombres . Estos datos situaron al departamento el segundo de mayor crecimiento poblacional en la provincia.
|           | 1914  | 1947     | 1960   | 1970    | 1980   | 1991    | 2001    | 2010  | 2022   |
| Población | 1.203 | 4.405    | 4.029  | 4.603   | 4.627  | 5.314   | 6.536   | 9.202 | 12.911 |
| Variación | -     | +266,16% | -8,53% | +14,24% | +0,52% | +14,84% | +22,99% |       | +40.3% |

Fuente: Instituto Nacional de Estadísticas y Censos, INDEC

## Localidades
- Puerto San Julián
- El Salado
- Bella Vista